# 마카비 텔아비브 FC
마카비 텔아비브 FC(히브리어: מועדון כדורגל מכבי תל אביב, 영어: Maccabi Tel Aviv Football Club)는 이스라엘의 축구 클럽으로 텔아비브를 연고지로 하며 리갓 하알의 최다 우승 팀이다.

## 역대 성적
- 이스라엘 슈퍼리그 : 26회
  - 우승 : 1936, 1937, 1939, 1941–42, 1946–47, 1949–50, 1951–52, 1953–54, 1955–56, 1957–58, 1967–68, 1969–70, 1971–72, 1976–77, 1978–79, 1991–92, 1994–95, 1995–96, 2002–03, 2012–13, 2013–14, 2014–15, 2018–19, 2019–20, 2023–24, 2024-25
- 이스라엘 스테이트컵 : 24회
  - 우승 : 1928–29, 1929–30, 1932–33, 1940–41, 1945–46, 1946–47, 1953–54, 1954–55, 1957–58, 1958–59, 1963–64, 1964–65, 1966–67, 1969–70, 1976–77, 1986–87, 1987–88, 1993–94, 1995–96, 2000–01, 2001–02, 2004–05, 2014–15, 2020–21
- 아시안 클럽 챔피언십 : 2회
  - 우승 : 1968-69, 1970–71
- 토토컵: 3
  - 우승 : 1992–93, 1998–99, 2008–09
- 이스라엘 슈퍼컵 : 2회
  - 우승 : 1976/77, 1978/79

## 선수 명단

### 현역
참고: FIFA 자격 규정에 따라 소속된 국가대표팀 국기를 표시합니다. 선수는 복수의 FIFA 비회원국 국적을 가지고 있을 수 있습니다.
| 번호 | 포지션 | 국적     | 이름          |
| ---- | ------ | -------- | ------------- |
| 7    | FW     | 이스라엘 | 에란 자하비   |
| 28   | MF     | 말리     | 이수프 시소코 |

| 번호 | 포지션 | 국적 | 이름 |
| ---- | ------ | ---- | ---- |

## 역대 감독
| 감독                       | 임기      |
| -------------------------- | --------- |
| 아브람 그란트              | 1991~1995 |
| 아브람 그란트              | 1996~2000 |
| 오스카르 가르시아 후니엔트 | 2012~2013 |
| 파울루 소자                | 2013~2014 |
| 오스카르 가르시아 후니엔트 | 2014      |
| 슬라비샤 요카노비치        | 2015      |
| 페터르 보스                | 2016      |
| 믈라덴 크르스타이치        | 2021~2022 |
| 아이토르 카랑카            | 2023      |
| 로비 킨                    | 2023~2024 |
| 자르코 라제티치            | 2024~     |

## 같이 보기
- 분류:마카비 텔아비브 FC의 축구 선수